# Wiglaf
Wiglaf va ser rei de Mèrcia dues vegades, del 827 al 829, succeint a Ludeca, i del 830 fins al 839, entremig el país va estar sota domini del rei Egbert de Wessex. S'ha especulat bastant sobre la manera com va recuperar el tron, ja que les fonts documentals antigues no donen explicacions; els historiadors moderns entre els diversos factors que podrien tenir a veure consideren la possibilitat que un trencament de relacions amb els reis francs hagués influït en la situació.

## Ancestres
No se sap amb certesa qui eren els ancestres de Wiglaf, però hi ha dues teories sobre aquesta qüestió. Una diu que els descendents de diferents branques reials dels Iclingues van competir pel tron. A mitjan segle vii, per exemple, Penda va col·locar parents seus en el govern de províncies. Un tal Wigheard, que va signar com a testimoni en una carta de donacions de finals del segle vii, potser fos un membre de la branca de la qual descendeix Wiglaf. L'altra teoria és que diversos clans o grups familiars, cadascun amb poder local, va competir per la successió. Els subregnes de Hwicce, Tomsæte i els territoris dels gainis són exemples d'aquestes bases de poder. Les aliances matrimonials també podrien haver tingut part en l'assumpció d'aquestes famílies a tenir dret al tron. Alguns membres destacats, els que en les cartes signaven com a dux o princeps podrien haver ajudat a portar nous reis al poder. Segons aquesta teoria els reis de Mèria no serien més que caps de la noblesa.
Hi ha un text medieval, conservat a Evesham, on es diu que el net de Wiglaf, Wigstan, era descendent de Coenred, que va ser un net de Penda. Els avis de Wigstan van ser Wiglaf i Ceolwulf I; això es podria interpretar com que Wiglaf estava emparentat amb Penda, però potser per part de la dona de Wiglaf, Cynethryth, que seria la veritable descendent de Penda. Es coneix el nom de l'esposa de Wiglaf, Cynethryth, perquè consta en dues cartes de donacions, datades el 831 i el 836; segons la historiadora Pauline Stafford la paraula Cynethryth sembla indicar parentiu amb Coenwulf o amb una branca reial anterior, però no es pot assegurar res per manca d'informació. A la Vida de sant Wigstan es diu que les branques B (Beornred) i W (Wingstan) estaven relacionades directament.
Els descendents coneguts de Wiglaf són el seu fill, Wigmund, i el seu net, Wigstan, i ambdós porten l'arrel Wig- a començament del nom; l'ús de l'al·literació en els noms de persones d'una mateixa nissaga és un fenomen característic de la llengua anglosaxona, és per això que Wigheard podria ser un avantpassat. Un possible descendent de Wiglaf podria ser el rei de Mèrcia, Ceolwulf II. Hi ha un llarg nombre de dux i praefecti (ealdormen) que consten en les signatures de documents de finals del segle VIII i començaments del IX podrien ser parents, per exemple: Wigbald, Wigberht, Wigcga, Wigferth i Wigheard, però a banda de la semblança fonètica no hi ha cap altre indici que els relacioni.

## Primer regnat
A la Crònica anglosaxona es diu que Wiglaf va ser rei quan Ludeca de Mèrcia i els cinc ealdorman que l'acompanyaven van morir en una revolta dels angles de l'est, però s'equivoca en la data, ja que situa els fets en l'any 825 en comptes del 827. El 829, Egbert de Wessex va envair Mèrcia i va destronar Wiglaf. Uns anys abans, també els saxons de l'oest es van enfrontar a Beornwulf de Mèrcia i el van derrotar en la batalla d'Ellendu (825) amb la qual Wessex es va guanyar el control sobre Kent, Sussex, Essex i Ànglia de l'Est, en detriment de Mèrcia. Egbert va anar ell mateix a Dore a rebre la submissió d'Eanred de Northúmbria, motiu pel qual se'l va considerar el vuitè bretwalda.
Egbert va mantenir el control sobre Wessex fins al 830. Durant aquest temps va fer encunyar monedes a Londres amb el seu nom i el títol Rex M, abreviació de Rex Merciorum (rei de Mèrcia).

## Segon regnat

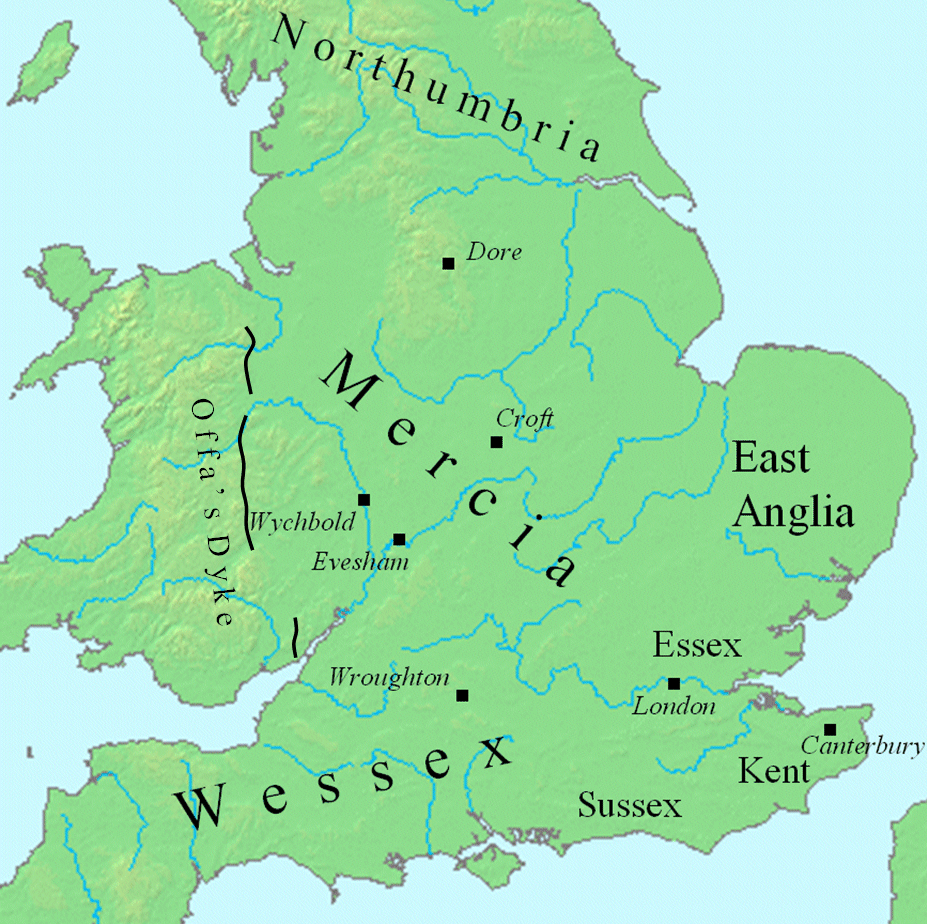
Mapa de Mèrcia i els regnes veïns en l'època de Wiglaf.

La Crònica anglosaxona diu que l'any 830, Wiglaf va recuperar el tron. Alguns historiadors, com Frank Stenton, creuen que el va recuperar per mitjà de la força i no per donació d'Egbert. En defensa d'aquesta hipòtesi hi ha un document del 836 en què Wiglaf actuava com a governant independent; en ell s'esmenta un concili a Croft, Leicestershire, presidit per l'arquebisbe de Canterbury i onze bisbes, incloses algunes de les seus de Wessex; Wiglaf es refereix als reunits amb els següents termes: «els meus bisbes, ducs i magistrats», fet que indica una recuperació del control sobre el seu territori i una certa autoritat sobre les esglésies dels regnes del sud. És significatiu que Wiglaf, després d'haver estat en l'exili, encara tingués capacitat per aplegar un grup tan important de persones; els reis de Wessex suposant que tinguessin capacitat per fer això, no van convocar concilis. Essex, que havia estat un territori depenent de Mèrcia, potser ho va tornar a ser: un rei dit Sigeric d'Essex, va signar com a testimoni en una carta de donacions de Wiglaf amb el títol de ministre. Londres, ciutat on hi havia una seca, va deixar d'estar sota el control d'Egbert. Berkshire també va tornar sota el domini de Mèrcia, encara que potser això no va passar fins després del regnat de Wiglaf. A l'oest, tant Wiglaf com el seu successor, Beorhtwulf, van posar els gal·lesos sota el control de Mèrcia en algun moment abans de l'any 853, data en què va haver una revolta contra Mèrcia.
En un document del 831 fet a Wychbold, Wiglaf reconeix la seva deposició temporal quan escriu: «en el primer any del meu segon regnat», però no fa cap referència a una submissió respecte a Egbert. A l'Ànglia de l'Est el rei Æthelstan va emetre moneda, potser des del 827, i amb certesa des del 830 després que la influència d'Egbert quedés reduïda pel retorn de Wiglaf al poder. Aquesta demostració d'independència per part d'Ànglia de l'Est no és sorprenent, ja que probablement Æthelstan va ser responsable de la derrota i mort de Beornwulf i de Ludeca.
Que Wessex perdés el domini sobre Mèrcia tot just dos anys després d'haver-lo aconseguit ha donat peu a diverses teories, entre les quals s'ha proposat que potser la població d'ambdós regnes estava barrejada sense tenir en compte les fronteres. Una altra causa podria ser que Wessex fos en certa manera depenent del suport carolingi. Les xarxes comercials dels francs al voltant del Rin van fer fallida entre el 820 i el 830, a més el febrer del 830 va esclatar una rebel·lió contra Lluís I el Pietós, el primer d'un seguit de conflictes interns que es van allargar més d'una dècada. Aquestes distraccions podrien haver reduït la capacitat de Lluís per donar suport a Egbert. Segons aquesta hipòtesi, la retirada de la influència franca hauria deixat sense recursos a Mèrcia, l'Ànglia de l'Est i Wessex, les quals van haver de trobar un punt d'equilibri sense comptar amb ajut exterior.

## Successió

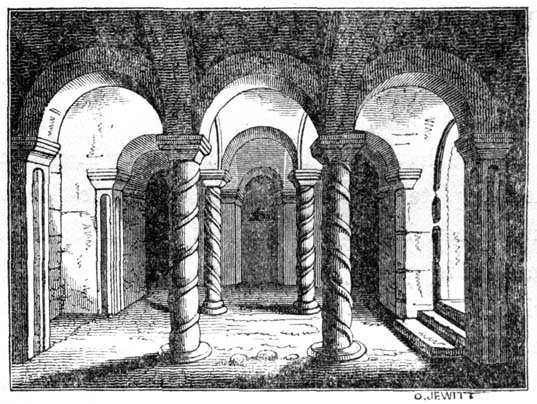
La cripta del monestir de Repton, on està la tomba de Wiglaf.

Les fonts documentals no donen directament la data de la mort de Wiglaf, però s'ha pogut determinar des de la cronologia dels seus successors. A la Crònica anglosaxona es diu que Burgred va ser expulsat de Mèrcia pels vikings l'any 874, després d'un regnat de vint-i-dos anys i, en una carta de donacions posa que Burgred va pujar al tron en la primera meitat del 852. En una llista de reis de Mèrcia consta com a predecessor de Burgred, Beorhtwulf, que va tenir un regnat de tretze anys, que coincideix amb el que posa en altres documents. Per tant, és de suposar que el regnat de Wiglaf va acabar l'any 839. En un altre text posa que Wigstan va morir el 849, i diu que el seu pare es deia Wigmund, fill de Wiglaf, però aquesta és l'única vegada on s'esmenta un rei anomenat Wigmund i és per això que cal tenir en compte aquesta dada amb precaució. Aquest Beorhtwulf és d'ascendència desconeguda, però sembla que la lluita dinàstica va ser una constant en el regne de Mèrcia a finals del segle ix, a diferència de Wessex, on Egbert va establir una dinastia que va durar amb poques incidències.
Wiglaf va ser enterrat al monestir de Repton. on hi havia les tombes d'altres reis de Mèrcia.